# Karl von Jagow
Karl Georg Eduard von Jagow (* 4. August 1818 in Rühstädt; † 28. November 1888 ebenda) war ein preußischer Rittergutsbesitzer und Politiker.

## Herkunft
Karl von Jagow wurde als Sohn des Fideikommissherrn Friedrich Wilhelm Thomas Achaz von Jagow (* 22. Oktober 1779; † 6. Februar 1854) und der Gräfin Adelaide Charlotte Frederike Christiane von Hacke (* 3. April 1782; † 30. Juli 1848) geboren.

## Leben
Er war Besitzer des Schloss Rühstädt mit Rittergut in der Prignitz, Erbjägermeister der Mark Brandenburg und gehörte von 1870 bis 1873 als Konservativer dem Preußischen Abgeordnetenhaus an. Jagow war zeitweise bis 1879 auch Eigentümer des Rittergutes Siethen bei Potsdam. Am 21. März 1879 gewann Jagow als Kandidat der Deutschkonservativen Partei eine Ersatzwahl im Reichstagswahlkreis Potsdam 1 (Westprignitz) und gehörte dem Reichstag bis zum Ende der Legislaturperiode im Jahre 1881 an. Sein älterer Sohn Günther von Jagow vertrat von 1890 bis 1893 den gleichen Wahlkreis im Reichstag. Sein jüngerer Sohn Gottlieb von Jagow war von 1913 bis 1916 Staatssekretär im Auswärtigen Amt.

## Familie
Jagow war zweimal verheiratet. Er heiratete am 10. April 1844 in Oldenburg die Freiin Luise Antonie Charlotte von Gayl (* 7. Dezember 1822; † 30. Juni 1863), der Tochter des Generalleutnants und oldenburgischen Kammerherrn Ludwig von Gayl (1785–1853) und der Anna Hollmann (1796–1857). Das Paar hatte mehrere Kinder:
- Günther Friedrich Ludwig (* 14. März 1847) Herr auf Rühstädt ⚭ 1874 Gräfin Anna Johanna Adelaide Wilhelmine Elisabeth von Perponcher-Sedlnitzky (* 28. April 1855)
- Hermann Wilhelm Adolf Adalbert (* 5. Juni 1848) ⚭ 1882 Ellinor Wanda Wilhelmine Etta Loebbecke (* 19. August 1860)
- Hedwig Elisabeth Anna Sophie Friederike (* 27. Mai 1850; † 28. September 1928) ⚭ 1868 Freiherr Hermann von Rotenhan (* 21. August 1841; † 9. Februar 1898), Sohn von Hermann von Rotenhan
- Elisabeth Marie Agnes Bertha (* 23. Januar 1857) ⚭ 1883 Job von Witzleben (* 23. Mai 1845; † 29. November 1894), Major a. D., Enkel von Job von Witzleben (Generalleutnant)[4]
- Günther Gottlieb Karl Eugen (* 22. Juni 1863), Vortragender Rat im Auswärtigen Amt

Nach dem Tod seiner ersten Frau heiratete er am 10. Juli 1866 die Freiin Henriette Karoline Sophie von Dobeneck (* 1. Juni 1827; † 13. März 1901).